# یانو یوریسون
یانو یوریسون (استونیایی: Janno Jürisson؛ زادهٔ ۶ اکتبر ۱۹۸۰) بازیکن فوتبال اهل استونی است.
از باشگاه‌هایی که در آن بازی کرده‌است می‌توان به باشگاه فوتبال فلورا تالین اشاره کرد.
وی همچنین در تیم‌های ملی فوتبال استونی بازی کرده‌است.